# Machern
Machern è un comune di 6.757 abitanti della Sassonia, in Germania.
Appartiene al circondario (Landkreis) di Lipsia (targa L).